# Kolinbrunnen
Der Kolinbrunnen, auch Ochsenbrunnen genannt, steht in der Schweizer Stadt Zug und hat dort auch einem Platz seinen Namen gegeben (Kolinplatz).

## Statue

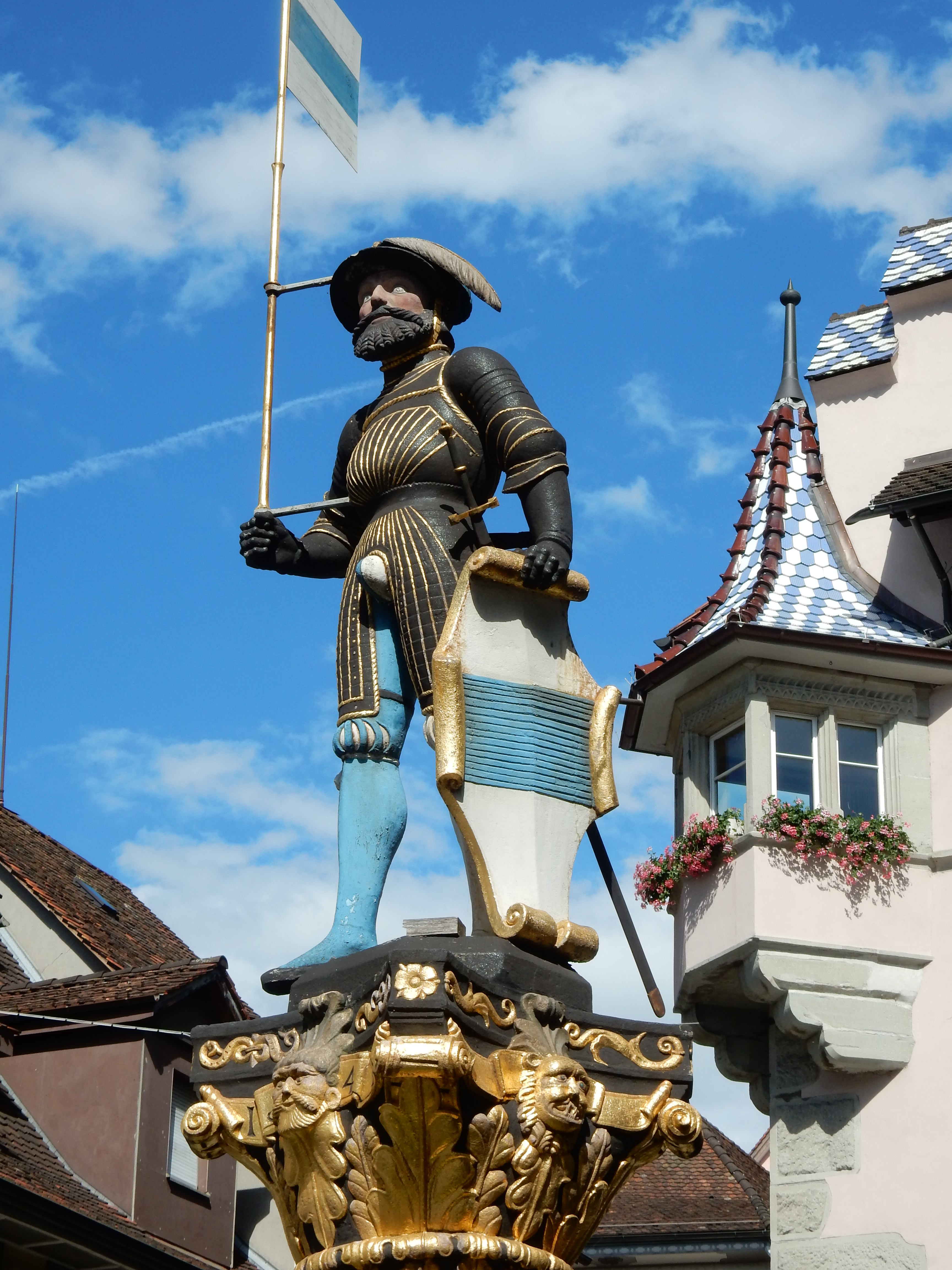

Der Brunnen ist überhöht von der Statue eines Bannerträgers, dessen Identifizierung zu verschiedenen Interpretationen Anlass gab, in dem man heute aber allgemein Wolfgang Kolin sieht. Er war im 16. Jahrhundert der Erbauer der benachbarten Herberge mit dem Schild des Ochsen, die diesen Platz gegen Osten abschliesst. Von daher stammt auch der Name Ochsenbrunnen, der hie und da auch verwendet wird.

## Geschichte
Ursprünglich hiess dieser Ort Lindenplatz. 1540 beschloss der Rat der Stadt, hier einen Brunnen aufzustellen. Dieser Brunnen wurde 1541 mit einem achteckigen Trog errichtet und zunächst Lindenbrunnen genannt. In der Mitte erhebt sich eine Säule mit Blatt-Kapitell, die die Jahreszahl 1541 trägt. Der Bannerträger hält den Schild und die Standarte von Zug. Eine Gesamtrenovation erfolgte 1747. Die Säule wurde 1891 erneuert, die Statue mehrfach restauriert und jeweils neu gefasst. Eine letzte Renovation erfolgte 1981. Der Brunnen ist klassifiziert als Denkmal von regionaler Bedeutung.

## Nachweise
1. ↑  Renato Morosoli: Kolin, Wolfgang. In: Historisches Lexikon der Schweiz.
2. ↑  Kolinbrunnen Zug. In: myswitzerland.com. Abgerufen am 29. Januar 2016.
3. ↑  Linus Birchler, Die Kunstdenkmäler des Kantons Zug (Die Kunstdenkmäler der Schweiz), Birkhäuser 1934, S. 414–416.
4. ↑  Kunstführer durch die Schweiz (Aargau, Appenzell, Luzern, St. Gallen, Schaffhausen, Thurgau, Zug, Zürich), Gesellschaft für schweizerische Kunstgeschichte, Bern 2005, I, S. 711.